# Управління у справах вищої школи при Раді міністрів УРСР
Управління у справах вищої школи при Раді міністрів УРСР — вищий державний орган УРСР в галузі вищої школи, входив до складу Ради Народних Комісарів (з 1946 року — Ради Міністрів) Української РСР.

## Історія
Утворене в 1944 році як Управління у справах вищої школи при РНК УРСР. 10 квітня 1953 року увійшло до складу Міністерства культури УРСР.

## Начальники Управління у справах вищої школи
- Бухало Сергій Максимович (1944—1950)
- Коваль Борис Андронікович (1950—1953)